# Dysschema lunifera
Dysschema lunifera là một loài bướm đêm thuộc phân họ Arctiinae, họ Erebidae.